# Pablo Ozuna

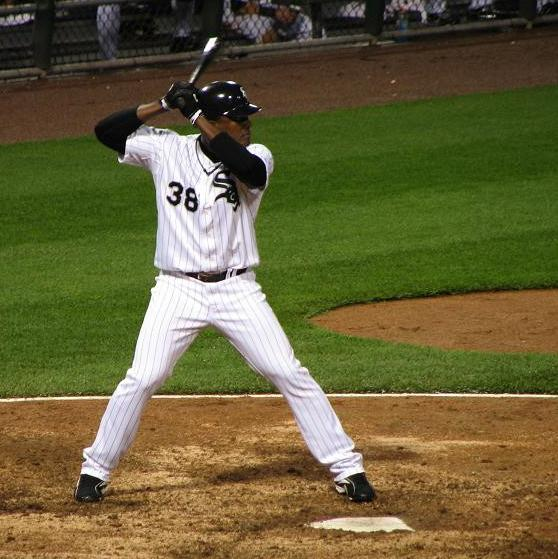
Pablo Ozuna

Pablo Ozuna é um jogador profissional de beisebol da República Dominicana.

## Carreira
Pablo Ozuna foi campeão da World Series 2005 jogando pelo Chicago White Sox. Na série de partidas decisiva, sua equipe venceu o Houston Astros por 4 jogos a 0.